# Escuelas ORT (Argentina)
La Escuela ORT es una institución privada judía de nivel alto de educación del sistema educativo argentino, con más de 11000 alumnos y 1000 docentes. Pertenece a ORT Argentina, una organización judía no gubernamental dedicada a la educación, fundada en 1936 por un grupo de judíos inmigrantes a la Argentina y está vinculada a ORT Mundial. ORT Argentina posee tres niveles educativos: escuela primaria, escuela secundaria y un instituto de Educación Superior..
Sostiene su misión fundacional de “educar para la vida” y su principal objetivo es el de favorecer la formación de ciudadanos lúcidos, solidarios, competentes y socialmente responsables de promover la mejora de la calidad de vida de cada individuo y del colectivo social del que forman parte.

## ORT
ORT es una organización no gubernamental cuya misión es el progreso de los judíos y no judíos a partir de la educación.
Las escuelas ORT nacieron en Rusia como escuerlas de artes y oficios para los pobres, con un mensaje de que el estudio de una profesión y el trabajo dignifican.
La sigla ORT deriva de la expresión rusa "Общество по распространению ремесленного и земледельческого труда реди евреев", que significa "Sociedad para la promoción de oficios y trabajo agrícola para los judíos".
La ORT promueve un modelo de educación integral donde se combina, de manera complementaria, una formación general con distintos campos de especialización. A partir de su elección, cada alumno intenta construir las competencias para identificar y resolver problemas, desarrollar proyectos y enfrentar de manera autónoma los desafíos que presentan el trabajo y el emprendimiento en el campo que seleccionó.
Las escuelas ORT en Argentina incentivan a sus alumnos y alumnas a generar proyectos de impacto social.
La institución intenta fomentar el desarrollo del pensamiento tecnológico analizando, comprendiendo, modelizando y resolviendo problemas de diseño y construcción. Para que esto sea posible, en los laboratorios y talleres se trabaja con diversas herramientas.
Entre las tareas llevadas adelante, se destacan: procesos de diseño, programación y robótica, animación y videojuegos, gestión de proyectos, arte y tecnología, tecnologías de transformación de materiales, impresiones 3D, procesos de producción y manufactura automatizada.
Tiene tres sedes: una en el barrio de Almagro, otra en Nuñez y otra en el partido de Tigre, provincia de Buenos Aires. En sus orígenes funcionaba en el barrio de Constitución y hubo también una sede en Villaguay, provincia de Entre Ríos.
La propuesta educativa de la ORT se divide en un Ciclo Básico y otro Superior, orientado según la especialización técnica elegida por el alumno o alumna. Cada uno de los ciclos tiene una duración de tres años. La escuela ofrece diez especializaciones a sus estudiantes:
- Construcciones.
- Diseño.
- Gestión de las Organizaciones.
- Informática.
- Producción de Medios de comunicación.
- Producción Artística y Gestión Cultural.
- Mecatrónica.
- Química y biotecnología.
- Tecnología de la Información y Comunicación (TIC) .
- Humanidades (creada en el año 2018).

Las orientaciones se dividen entre las dos sedes, a excepción de "Gestión de las organizaciones" que se imparte en ambas.

## Premios y reconocimientos
En 2020, las escuelas ORT Argentina ganaron el Premio Sadosky por “Especialización TIC”, programa que desarrolla actividades vinculadas a la formación de estudiantes de educación media en estas tecnologías.
En 2022, tres estudiantes de ORT Argentina ganaron el Premio Itaú de Cuento Digital.
El club de robótica ha ganado muchas competencias nacionales e internacionales.En 2023, tres alumnas ganaron la competencia internacional Robotrafiic.

## Alumnos destacados
Entre las personalidades que pasaron por la institución se destacan Damian Szifron, Mateo Salvatto, Jonatan Viale, Lucas Roitman, Francisco Barreyro (RIP), Francisco Tinelli, Alan Jolodovsky, Teodoro Igal Perles, Matías Naddeo y Mauro Stendel, entre otros.